# Arquitectura de Corea del Sur

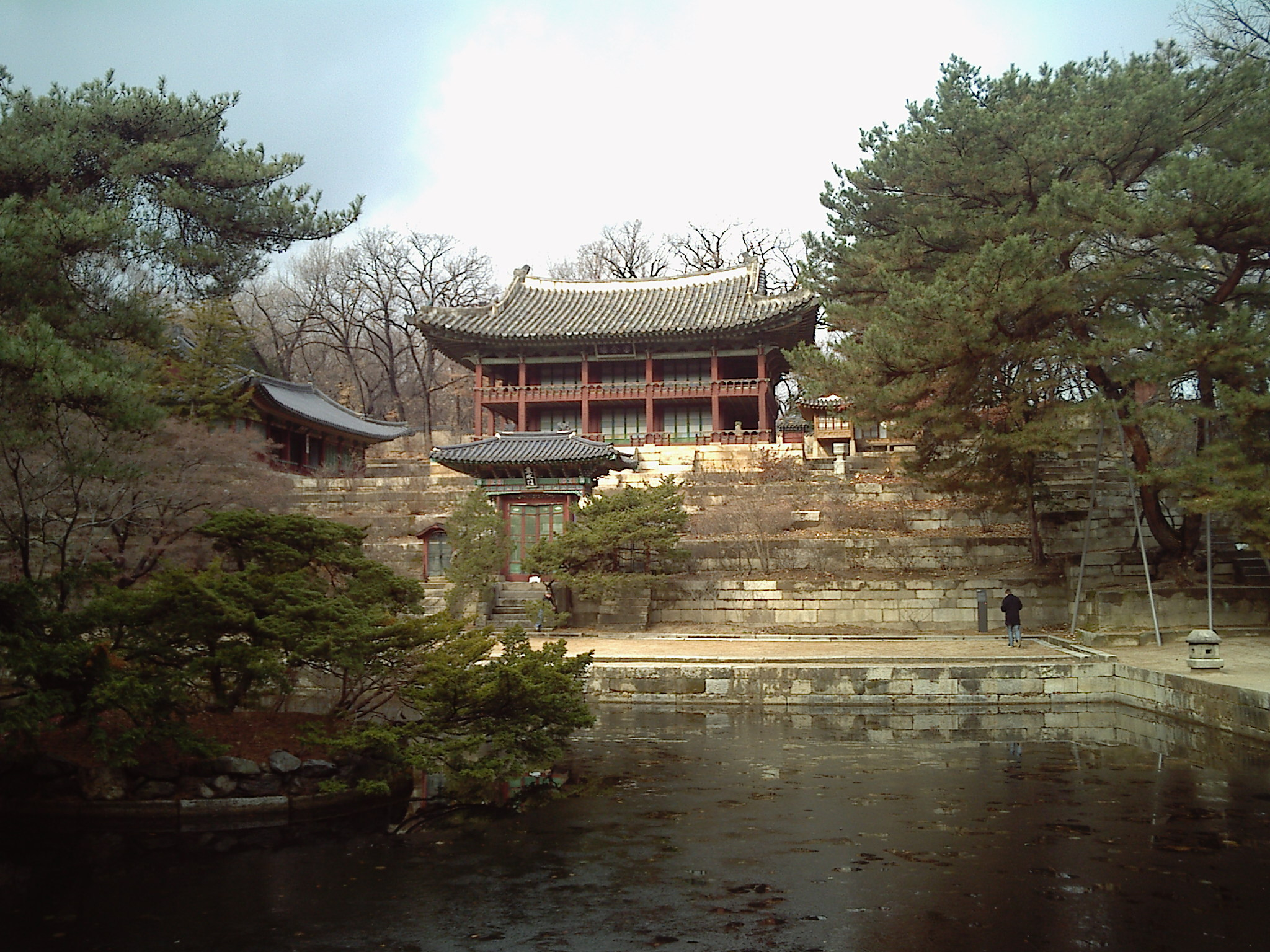
Changdeokgung.

La Arquitectura de Corea del Sur se refiere a cualquier arquitecturas en Corea del Sur, que incluye arquitecturas de Neolítico – séptimo siglo, Tres Reinos de Corea, Goryeo, Joseon, Ocupación japonesa, Guerra de Corea y arquitecturas modernas.

## Arquitecturas históricas
Localizadas en Seúl se encuentra en el Banco de Gwangtonggwan, el más viejo continuamente funcionamiento edificio en Corea. Se inscribió como uno de los monumentos protegidos de ciudad el 5 de marzo de 2001.

### Arquitecturas de Joseon

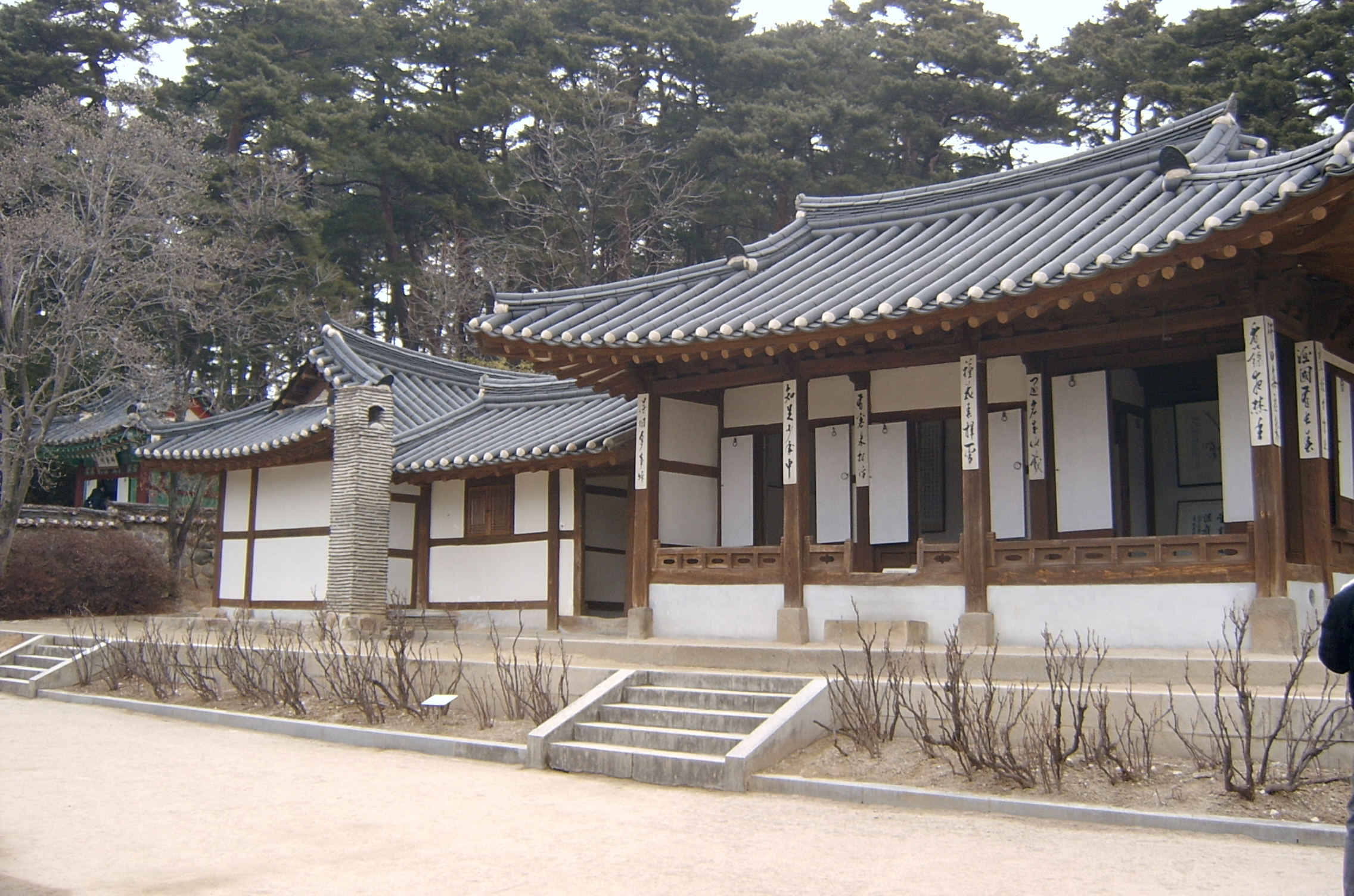
Una casa típica yangban en Gangneung.
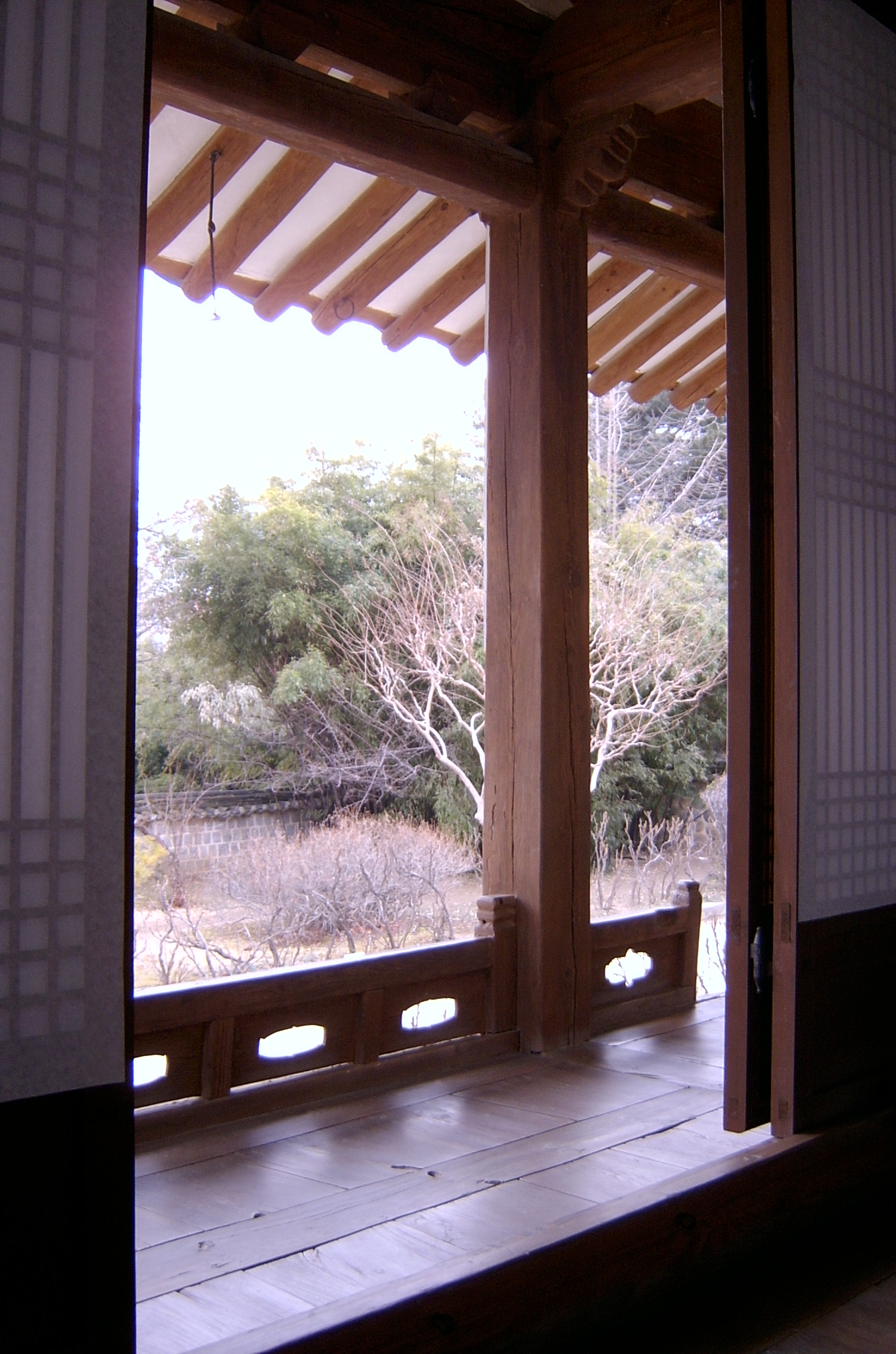
Árboles y flores fueron arreglados cuidadosamente para hacer una bonita vista.
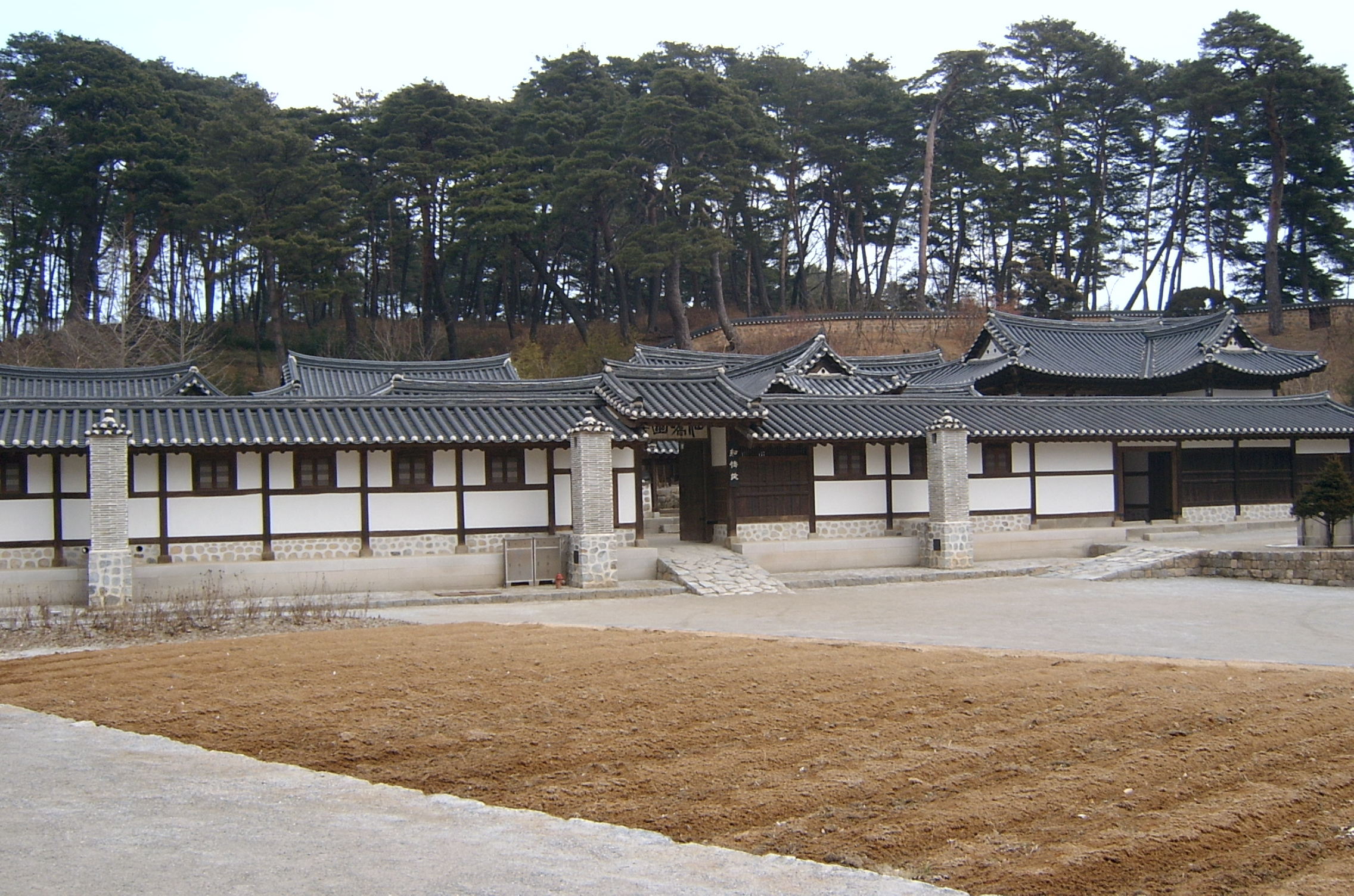
Seongyojang, una casa de campo grandioso para una familia de prominentes yangban en Gangneung.
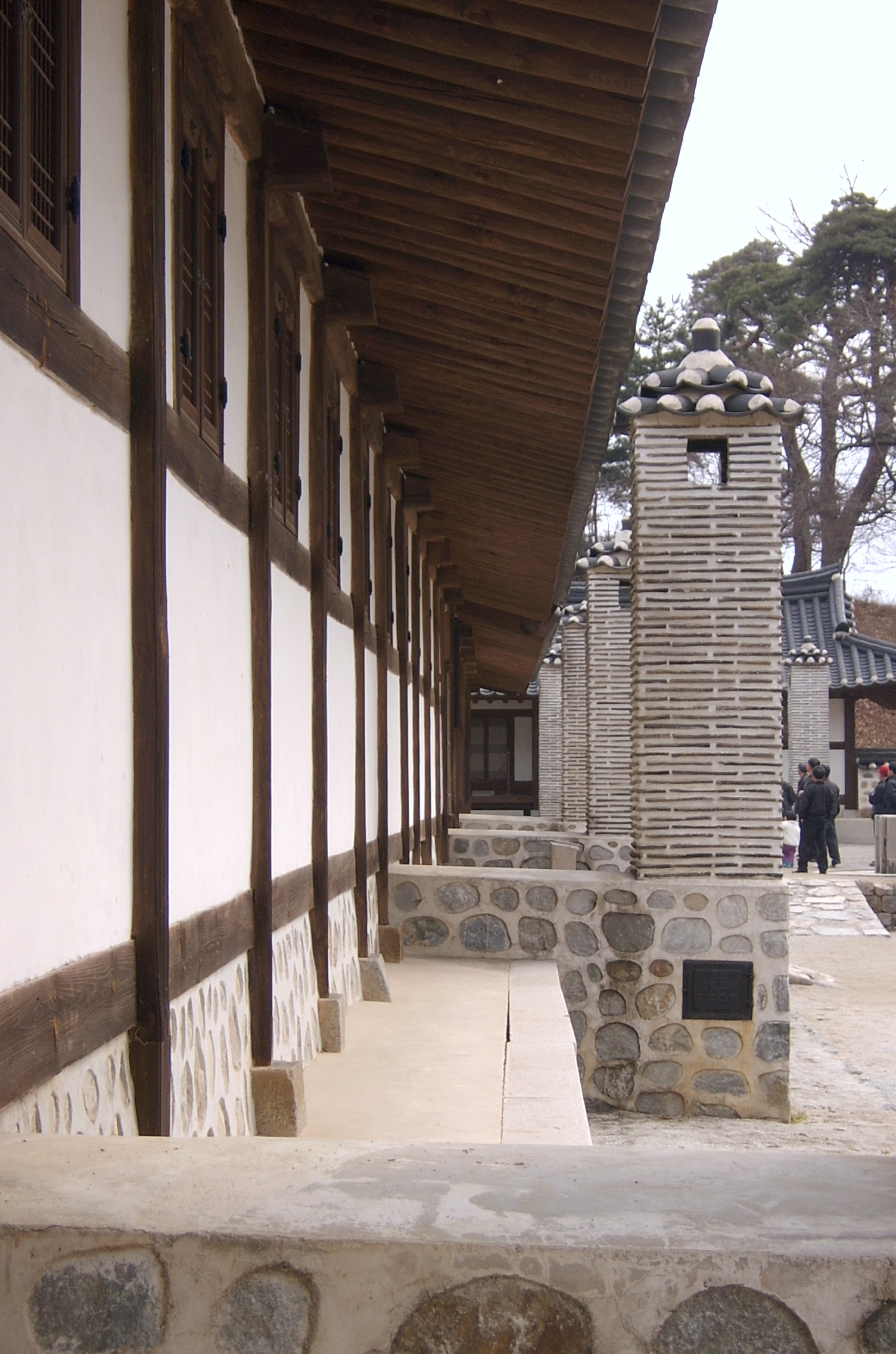
La presencia de gulttuk o chimenea es una característica única de la arquitectura coreana que raramente se encuentra en sus otras contrapartes asiáticas.
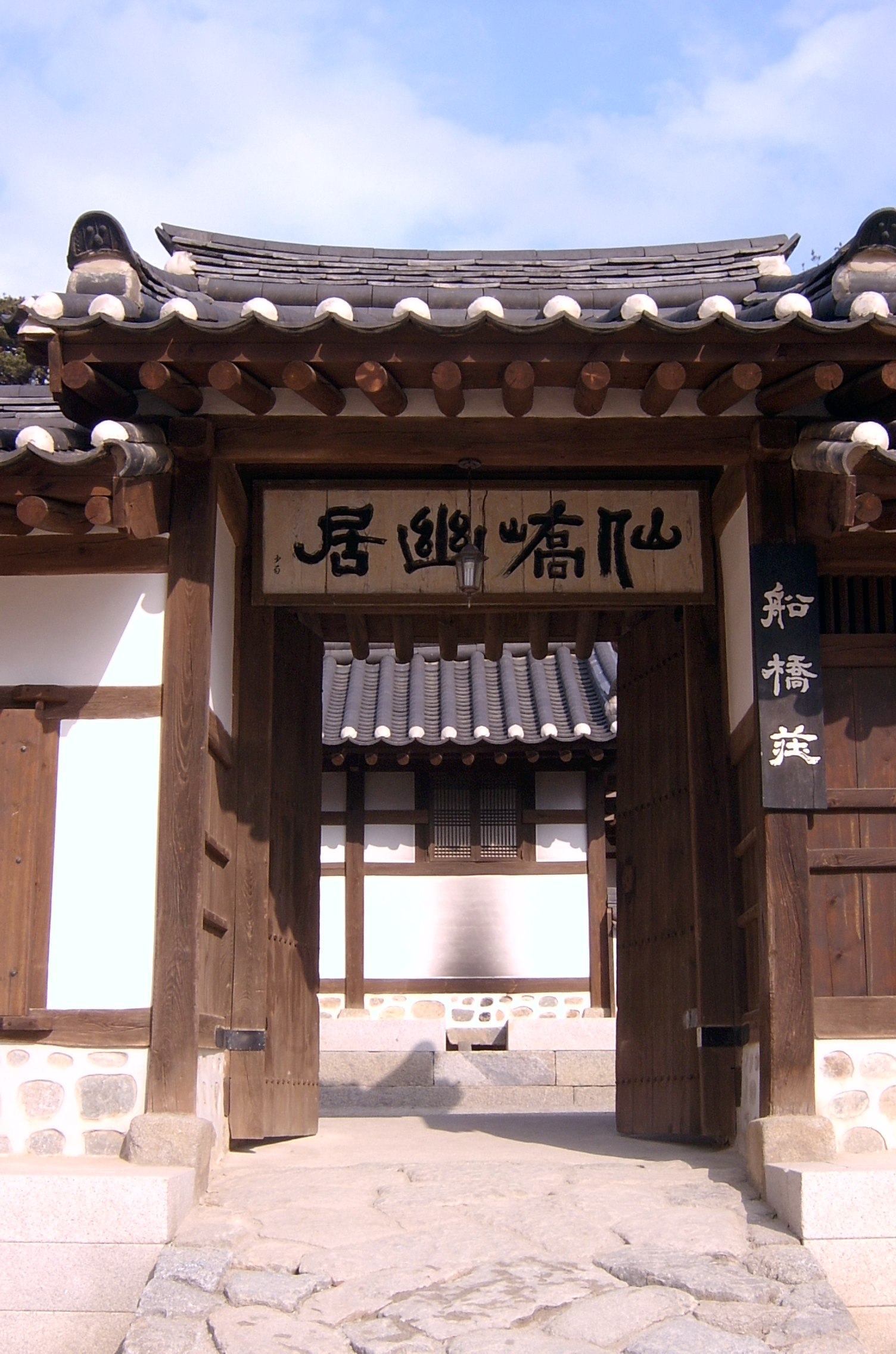
Entrada a la casa.
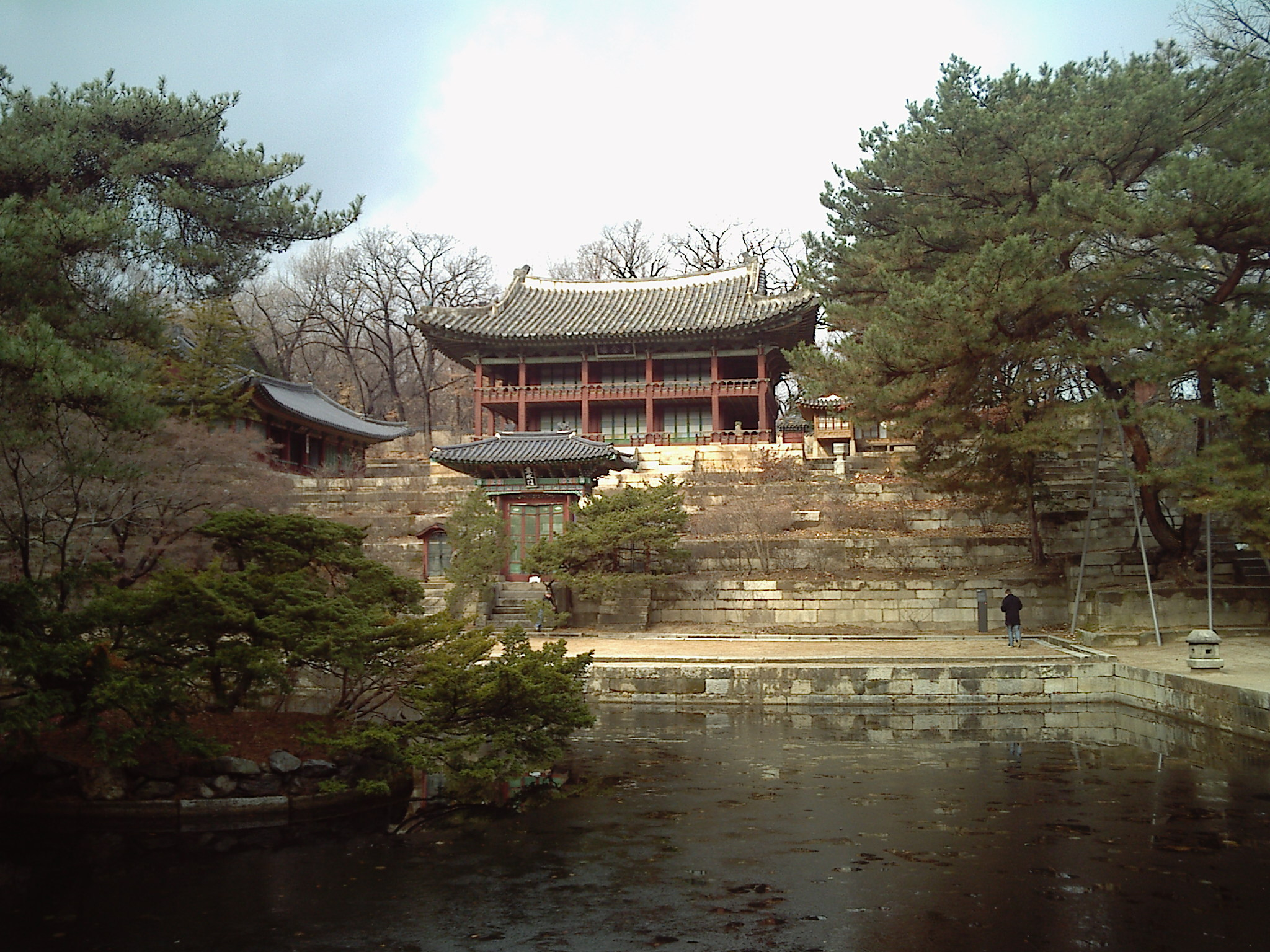
Changdeokgung o el Palacio Real de Changdeok.
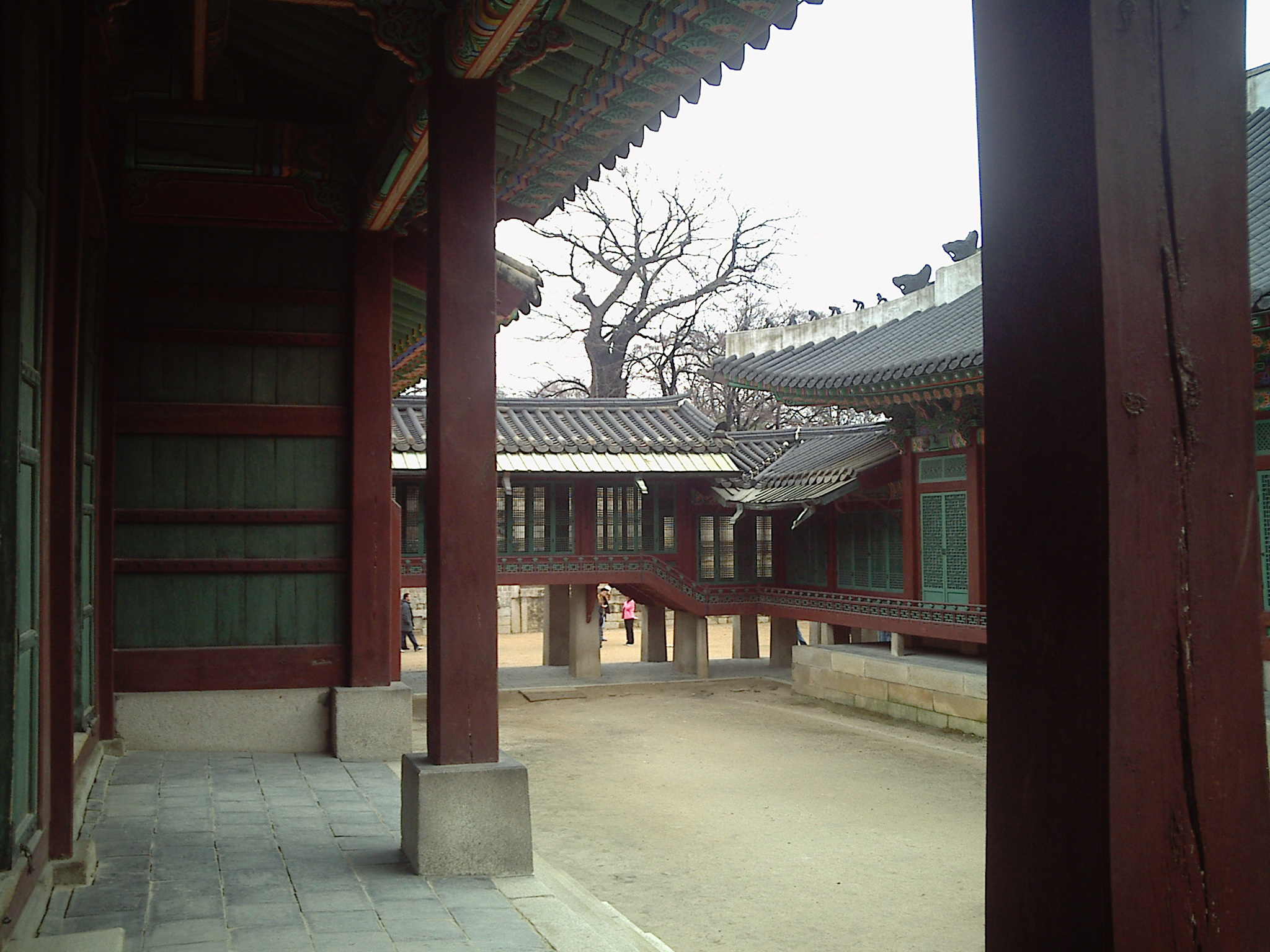
Otro pabellón en el Palacio Real de Changdeok.
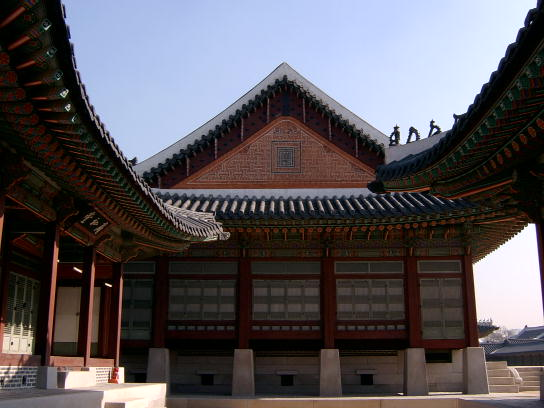
Gyeongbokgung o el  Palacio Real de Gyeongbok.

## Arquitectura post división
Los modelos americanos influenciados en los edificios coreanos nuevos de cualquier importancia, con arquitectura doméstica civil y rural manteniendo a los edificios tradicionales, técnicas de construcción y uso de materiales locales y los estilos vernáculos locales. La pragmática necesidad de reconstruir un país devastado por la colonización explotación, entonces una guerra civil, llevó a los edificios a propósito no estilos particular, extendido varias veces y un sistema de fábrica de edificios consumibles baratos simple. Como pocas ciudades coreanas tenían un sistema de rejilla y fueron dados a menudo límites por montañas, pocos si cualquier paisaje urbano tenía un sentido de distinción; por mediados de la década de 1950, las zonas rurales eran áreas urbanas alienta demasiado llena, y la urbanización comenzó con poco dinero a construir edificios importantes distintivos.

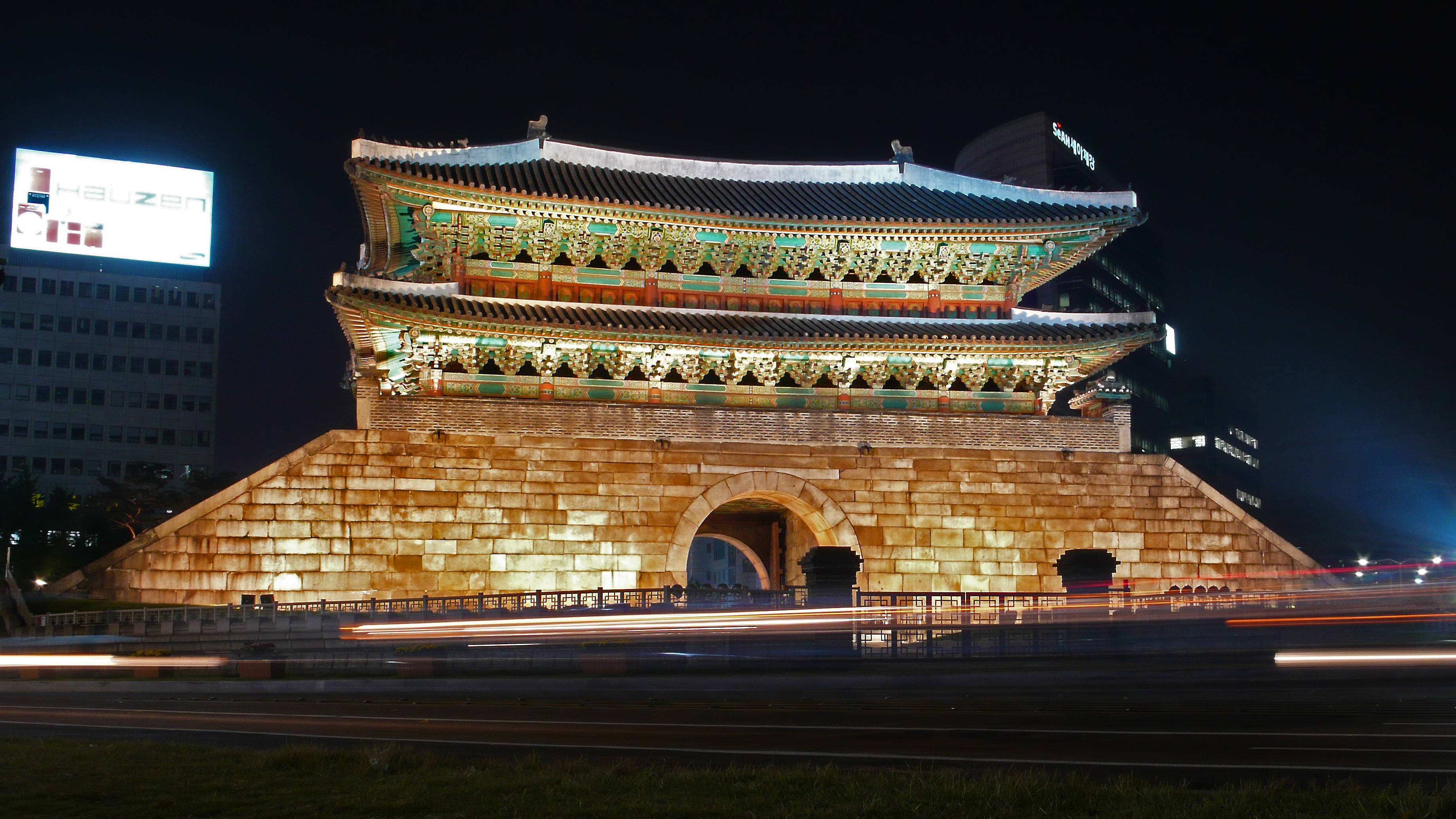
Namdaemun en la noche en Seúl

Se construyeron edificios tan pronto como el dinero y demanda permitiría de forma anónima como obrero, pero sin las identidades individuales. Los arquitectos fueron hombres casi entrenados en los Estados Unidos y ante la comunidad local apariencia diseño americano, perspectiva y métodos sin mucho recurso. Como la necesidad de viviendas para los trabajadores aumentados, tradicionales hanok aldeas fueron arrasadas, cientos de sencillos apartamentos baratos fueron puestos para arriba muy rápido y las comunidades dormitorio en la periferia de los centros urbanos crecieron, construido y financiado como empresa de la vivienda. 
Esta urgencia de viviendas rápido simple izquierda más centros coreanos sin rostro, que consta de filas y filas de vecindarios locales y vida reconstruidas con materiales baratos o anodinas torres concretas para el trabajo. Poco o ningún intento fue hecho para la planificación, si el planeamiento había sido posible. En la campiña, edificio tradicional continuó. 
En la década de 1980, Corea tenía arquitectura, pero sus edificios tenían poco estético, un sentido limitado del diseño y no integrar en los barrios o la cultura. Conciencia que la funcionalidad había alcanzado sus límites llegaron rápido como Corea se movió en el mundo a través de la cultura deportiva.
Arquitectura deportiva transitó a un estilo coreano.

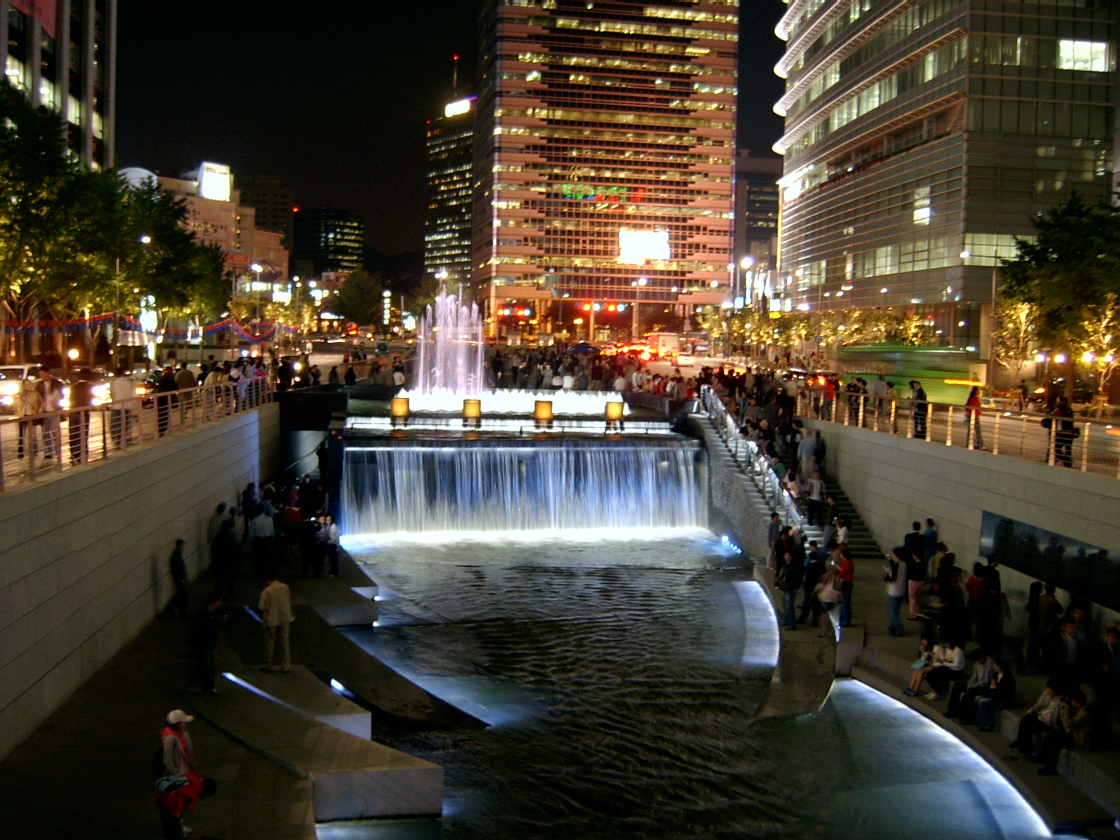
Cheonggyecheon por la noche en el centro de Seúl

## Arquitectura deportiva
Corea del Sur ganó los Juegos Asiáticos de 1986 y los Juegos Olímpicos de Seúl 1988, que estimuló ondas de actividad de edificio nuevo. Para el mercado del país a nivel mundial, los arquitectos internacionales se animaron a presentar sus diseños, introduciendo conceptos alternativos para la arquitectura moderna que comenzó a poner estilo y forma por delante de espartana practicidad. Históricamente, la arquitectura deportiva ha ocupado la mayor cantidad de dinero y la mayor expresión de la identidad de la forma dentro de Corea. Se han gastado cientos de miles de millones de ₩ (won) en la definición de Corea como una Meca de los deportes con la arquitectura de la vanguardia.
Como en el Norte, la mayoría de los proyectos más grandes en el Sur era del gobierno patrocinando trabajos: pero en su lugar trabajó en confinado, en lugar de espacios abiertos, trabajó con grandes cantidades de espacio cerrado, sobre todo en el estado subvencionados arquitectura deportiva enormemente caro. Corea desde la década de 1980 tenía sus más famosas obras arquitectónicas por deportes: los Juegos Asiáticos (1986), los Juegos Olímpicos (1988) y los estadios 2002 Copa del Mundo, así como el gran apoyo por los chaebol como Samsung un grupo que tiene propiedad de los equipos deportivos con fines de marketing. 
Fueron arquitectos importantes en este momento y sus obras a menudo conducidos por el atelier-estilo arquitectónico cooperativa Grupo del espacio de Corea:
- Park Kil-ryong
- Jungup Kim o Kim Chung-up - Formado en Francia y diseñado la Puerta Olímpica de Memorial/Puerta Mundial de la Paz, 1988.
- Jongseong Kim - Peso de elevación gimnasio, Parque Olímpico, 1986.
- Kim Su-keun Quién entrenó en Tokio - Estadio Olímpico. 1984. área total es de 133. 649metros³, 100.000 asientos, 245×180m de diámetro, 830m de perímetro.
- Gyusung Woo - Villa Olímpica, 1984.

No fue hasta la década de 1980 y principios de 1990 que una totalmente nueva generación de arquitectos coreanos tenía la libertad y el financiamiento para construir una arquitectura coreana en una manera coreana distinta. Este fue un resultado de arquitectos estudio y formación en Europa, Canadá e incluso en América del Sur y viendo la necesidad de más de un sentido de estilo, y más sofisticación material. Hubo una nueva determinación de elementos arquitectónicos nacionalistas que tuvieron que ser reanimado y refinado. Edificios tuvieron que significar algo dentro de su contexto cultural.

## Infraestructura tecnológica
Naro Space Center
Recientemente, Naro Space Center se convirtió en el primer puerto espacial de la República de Corea. Programado para ser completado a finales de 2007 o principios de 2008 en el Condado de Goheung, Jeolla del Sur. Construido en 4.95 millones metros cuadrados de terrenos ganados al mar, el Centro del Espacio de Corea se espera enviar un vehículo de lanzamiento espacial de Corea al espacio en 2008. 
El puerto espacial será operado por el Instituto de Investigación Aeroespacial Estatal de Corea que contienen características necesarias para la operación de vuelo espacial con una torre de lanzamiento, una torre de control, instalaciones de montaje y prueba de cohete y simuladores de espacio.

## Arquitectura futura

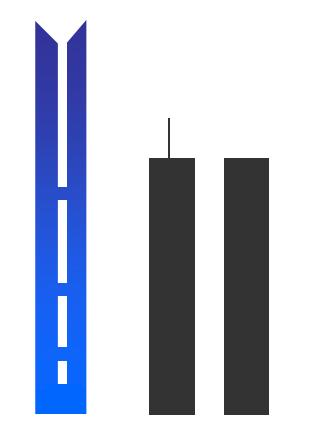
Las torres gemelas de Incheon.

construyendo en Incheon (en comparación con World Trade Center, Nueva York). Edificios del supertall se planean para ser construidos en regiones pobladas en Corea del Sur: Seúl y Busan. Dos de estas futuras arquitecturas previstas son Incheon Tower y Busan Lotte Town Tower.
Songdo Incheon Twin Towers
Un par de super torres Incheon Tower estaba previsto a construirse en 2013. $3 billion 613 m (2011 pies) será la arquitectura principal de un 13,000 acre (53 km²) desarrollo urbano denominado Ciudad nueva de Songdo, ubicado en Incheon, Corea del Sur. Las torres se planea para ser conectadas por tres puentes de cielo y de la casa un hotel, un centro de convenciones, oficinas y un centro comercial.